# Trzeci rząd Władysława Sikorskiego
Trzeci rząd Władysława Sikorskiego – gabinet pod kierownictwem Władysława Sikorskiego, istniejący od 20 lipca 1940 4 lipca 1943. Rząd przestał funkcjonować w konsekwencji śmierci premiera w wyniku katastrofy lotniczej nad Gibraltarem.  
Zastąpił go 14 lipca 1943 rząd Stanisława Mikołajczyka, utworzony jako koalicja ugrupowań tworzących poprzedni gabinet. W okresie od 4 do 14 lipca 1943 rządem kierował wicepremier Mikołajczyk. 
W dniach od 18-20 lipca 1940 obowiązki szefa rządu pełnił minister spraw zagranicznych August Zaleski, desygnowany na premiera przez prezydenta RP Władysława Raczkiewicza. 

## Skład rządu w momencie powołania
- gen. Władysław Sikorski – Prezes Rady Ministrów (do 4 lipca 1943), Minister Spraw Wewnętrznych (do 10 października 1940) i Minister Spraw Wojskowych (do 26 sierpnia 1942)
- August Zaleski – Minister Spraw Zagranicznych (do 25 lipca 1941)
- Marian Seyda (SN) – Minister Sprawiedliwości (do 22 sierpnia 1941)
- Henryk Strasburger – Minister Skarbu, Minister Przemysłu i Handlu (do 5 czerwca 1942)
- Jan Stańczyk (PPS) – Minister Opieki Społecznej
- Stanisław Stroński (SN) – Minister Informacji i Dokumentacji (do 14 maja 1943)
- gen. Józef Haller (SP) – Minister Oświaty
- Stanisław Kot (SL) – Minister (do 10 października 1940)
- gen. Kazimierz Sosnkowski - Minister (do 25 lipca 1941)

## Zmiany w rządzie
- 10 października 1940: 
  - Stanisław Kot (SL) został ministrem spraw wewnętrznych

- 25 lipca 1941:
  - dymisja ministra spraw zagranicznych Augusta Zaleskiego i ministra Kazimierza Sosnkowskiego

- 22 sierpnia 1941:
  - Edward Bernard Raczyński został kierownikiem Ministerstwa Spraw Zagranicznych
  - dymisja ministra sprawiedliwości Mariana Seydy (SN)

- 3 września 1941: 
  - Stanisław Mikołajczyk (SL) został ministrem spraw wewnętrznych i Zastępcą Prezesa Rady Ministrów
  - Herman Lieberman (PPS) został ministrem sprawiedliwości
  - Karol Popiel (SP) został ministrem (bez teki)

- 20 października 1941:
  - Karol Popiel (SP) został kierownikiem Ministerstwa Sprawiedliwości

- 21 stycznia 1942: 
  - Wacław Komarnicki (SN) został ministrem sprawiedliwości

- 5 czerwca 1942: 
  - Edward Bernard Raczyński został ministrem spraw zagranicznych
  - Jan Kwapiński (PPS) został ministrem przemysłu i handlu

- 13 lipca 1942:
  - ustanowiono Ministerstwo Prac Kongresowych, na ministra powołano Mariana Seydę (SN)

- 28 lipca 1942:
  - przekształcono Ministerstwo Przemysłu i Handlu w Ministerstwo Przemysłu, Handlu i Żeglugi, na stanowisku ministra pozostał Jan Kwapiński (PPS)

- 26 września 1942
  - gen. Marian Kukiel został ministrem spraw wojskowych

- 25 listopada 1942
  - Ministerstwo Spraw Wojskowych przekształcono w Ministerstwo Obrony Narodowej, ministrem pozostał gen. Marian Kukiel

- 14 maja 1943
  - Stanisław Kot (SL) został ministrem informacji i dokumentacji

- 4 lipca 1943
  - śmierć Prezesa Rady Ministrów Władysława Sikorskiego w katastrofie lotniczej w Gibraltarze. Pełniącym obowiązki szefa rządu został Zastępca Prezesa Rady Ministrów Stanisław Mikołajczyk.